# Leila Agic

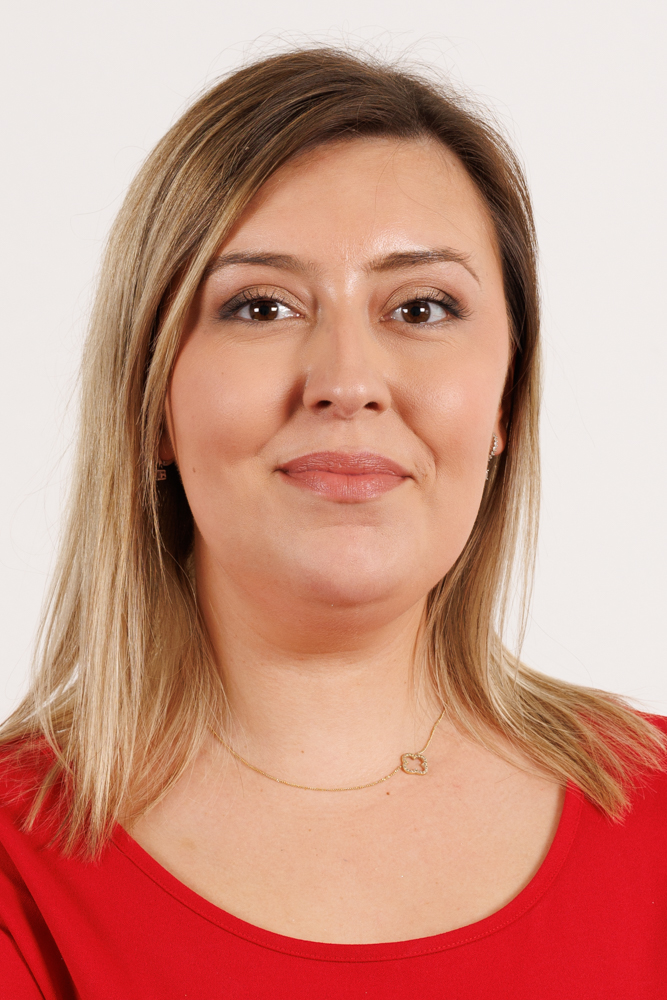
Leila Agic (2024)

Leila Agic (Brussel, 3 april 1995) is een Belgisch politica voor de PS.

## Levensloop
Agic is afkomstig uit Bosnië-Herzegovina. Op de vlucht voor de Joegoslavische Oorlogen vestigden haar ouders zich in 1994 in Sint-Jans-Molenbeek.
Ze studeerde af als master in de politieke wetenschappen aan de ULB en sloot zich op achttienjarige leeftijd aan bij de PS. Van 2014 tot 2018 was ze voorzitster van de lokale afdeling van de Jeunes Socialistes, de jongerenafdeling van de PS, in Molenbeek, en van 2015 tot 2016 was ze eveneens parlementair medewerker voor de partij in het Brussels Hoofdstedelijk Parlement.
In oktober 2018 werd Agic op 23-jarige leeftijd verkozen tot gemeenteraadslid van Sint-Jans-Molenbeek. Ze oefende dit mandaat uit tot in oktober 2021 en nam toen ontslag om naar Jette te verhuizen, met de bedoeling om zich daar kandidaat te stellen bij de gemeenteraadsverkiezingen van oktober 2024. Ze raakte verkozen en is sinds december 2024 gemeenteraadslid van Jette.
Sinds de Brusselse gewestverkiezingen van mei 2019 zetelt Agic eveneens in het Brussels Hoofdstedelijk Parlement, waar ze in de legislatuur 2019-2024 een van de jongste parlementsleden was. Agic ging er zich toeleggen op vrouwenrechten, de strijd tegen discriminatie en seksueel geweld, gelijke kansen en mobiliteit en herinrichting van de publieke ruimte en is sinds 2024 ondervoorzitter van de commissie Gelijke Kansen en Vrouwenrechten. Sinds juli 2024 is ze tevens lid van het Parlement van de Franse Gemeenschap, waar ze lid werd van de commissie Kind, Jeugd, Jeugdhulp, Justitiehuizen, Gezondheid, Vrouwenrechten en Gelijke Kansen.